# 中醫「症」解
《中醫「症」解》（Knowing Chinese Medicine）是香港電視娛樂製作的健康資訊節目，主持為陳子豐、羅沛琪、王頌茵及沈殷怡，由2019年5月11日至8月3日逢星期六20:00-20:30於ViuTV播出，由香港賽馬會「擁抱健康」中醫計劃贊助。節目中以中醫角度介紹多種治未病方法，幫助所有年齡層的朋友，達到未病防病、已病防變的目標。

## 每集一覽
| 集數 | 播映日期 | 主題             |
| 1    | 5月11日  | 腸易激綜合症     |
| 2    | 5月18日  | 彈弓指           |
| 3    | 5月25日  | 中風             |
| 4    | 6月1日   | 更年期綜合徵     |
| 5    | 6月8日   | 不孕症           |
| 6    | 6月15日  | 咳嗽             |
| 7    | 6月22日  | 癌症             |
| 8    | 6月29日  | 兒童生長發育遲緩 |
| 9    | 7月6日   | 眼中風           |
| 10   | 7月13日  | 高血壓           |
| 11   | 7月20日  | 鼻敏感           |
| 12   | 7月27日  | 抑鬱症           |
| 13   | 8月3日   | 體質養生         |

## 外部連結
- ViuTV：中醫「症」解